# Średni ważony koszt kapitału
Średni ważony koszt kapitału (ang. weighted average cost of capital, WACC) – wskaźnik finansowy, stanowiący średnią ważoną kosztów poszczególnych jego składników, w której wagami są udziały składników kapitału w jego całości.

## Charakterystyka
Podejmowane przez przedsiębiorstwa projekty inwestycyjne mogą być finansowane z wielu źródeł, np.:
- niepodzielone zyski
- emisja akcji
- dług.

Udział poszczególnych składników kapitału w finansowaniu inwestycji może być zróżnicowany. Jednocześnie użycie każdego z tych składników wiąże się z poniesieniem określonego kosztu, np. zapłatą odsetek od kredytu lub wypłaceniem dywidendy z akcji.
Średni ważony koszt kapitału uwzględnia zróżnicowanie struktury finansowania inwestycji oraz zróżnicowane koszty poszczególnych składników kapitałowych i wskazuje, jaki przeciętny koszt względny ponosi przedsiębiorstwo, angażując dany kapitał.
Jest średnią ważoną kosztów składników kapitału finansującego inwestycję i dany jest wzorem:
{\displaystyle WACC=\sum _{i=1}^{n}w_{i}K_{i}}
gdzie:
- {\displaystyle WACC} – średni ważony koszt kapitału,
- {\displaystyle K_{i}} – koszt i-tego składnika kapitału,
- {\displaystyle w_{i}} – udział i-tego składnika kapitału w źródłach finansowania,
- {\displaystyle n} – liczba składników kapitału.

Średni ważony koszt kapitału zależy od struktury kapitału przedsiębiorstwa i od wysokości kosztów poszczególnych składników kapitału. Struktura kapitału jest efektem decyzji podejmowanych przez menedżerów odnośnie wyboru źródeł finansowania. Udziały składników kapitału mogą być obliczone na podstawie wartości księgowych lub rynkowych. Wartości księgowe i rynkowe kapitału zarówno własnego, jak i obcego mogą się istotnie różnić zwłaszcza w sytuacji bardzo dobrej lub bardzo złej sytuacji finansowej przedsiębiorstwa.
W teorii zaleca się wykorzystanie wartości rynkowych, ze względu na to, że precyzyjniej odzwierciedlają aktualne uwarunkowania prowadzenia działalności przez przedsiębiorstwo i są bardziej odpowiednim punktem odniesienia przy określaniu stóp zwrotu dla inwestorów niż wartości księgowe. Jednak w praktyce udziały składników kapitału są ustalane często na podstawie wartości księgowych z powodu trudności w szacowaniu wartości rynkowej kapitału (związane m.in. ze zmiennością wartości rynkowej akcji i obligacji, koniecznością przyjęcia – niekiedy subiektywnych – założeń i brakiem wyceny rynkowej kredytów i pożyczek). Wartości księgowe kapitału własnego i obcego można łatwo ustalić na podstawie bilansu przedsiębiorstwa. Należy zaznaczyć, że udziały wszystkich składników kapitału mogą być obliczane wyłącznie albo na podstawie wartości księgowych, albo wartości rynkowych.
Średni ważony koszt kapitału wyraża przeciętną oczekiwaną stopę zwrotu z kapitału zainwestowanego w przedsiębiorstwo przez jego właścicieli i – ewentualnych – wierzycieli. W przypadku wykorzystania przez przedsiębiorstwo kapitału obcego, w obliczaniu WACC wykorzystuje się koszt tego kapitału uwzględniający korzyści podatkowe związane ze zmniejszeniem podstawy opodatkowania podatkiem dochodowym przez płacone odsetki.

## Zastosowanie
Średni ważony koszt kapitału jest używany przy ocenie rentowności inwestycji. Bardzo często WACC jest używany do wyznaczania stopy dyskonta przy stosowaniu metod oceny projektów inwestycyjnych opartych na zdyskontowanych przepływach pieniężnych (np. metoda NPV).
Jeżeli wewnętrzna stopa zwrotu danej inwestycji jest większa od średniego kosztu kapitału zaangażowanego w jej finansowanie, wówczas inwestycja taka przyniesie zysk, natomiast, jeżeli koszt kapitału finansującego przewyższa wewnętrzną stopę zwrotu, wówczas inwestycja nie będzie zyskowna – przychody będą zbyt niskie, by pokryć koszty np. odsetek od kredytu lub koszt wypłaconej akcjonariuszom dywidendy.

## Przykład
Dana jest inwestycja o nakładach początkowych równych {\displaystyle I_{0}} = 10.000 PLN. Koszt ten będzie sfinansowany z następujących źródeł:
```
Niepodzielone zyski 2.500 PLN
Kapitał akcyjny 6.000 PLN
Kredyt bankowy (dług) 1.500 PLN
                      ----------
                      10.000 PLN
```

Zatem struktura finansowania prezentuje się następująco:
```
SKŁADNIK UDZIAŁ
Niepodzielone zyski 25%
Kapitał akcyjny 60%
Kredyt bankowy (dług) 15%
```

Jednocześnie koszty poszczególnych składników wynoszą (koszt po opodatkowaniu):
```
Niepodzielone zyski 15%
Kapitał akcyjny 25%
Kredyt bankowy (dług) 18%
```

Zgodnie ze wzorem, średni ważony koszt kapitału będzie się równał:
```
WACC = 0,25·0,15 + 0,60·0,25 + 0,15·0,18
WACC =   0,0375 + 0,1500 + 0,0270
WACC = 0,2145
```

Średni ważony koszt kapitału zaangażowanego w finansowanie tej inwestycji wynosi {\displaystyle WACC} = 21,45%.